# Nestopia
Nestopia（ネストピア）は、オープンソースで開発されていた、ファミリーコンピュータ、ファミリーコンピュータ ディスクシステムのゲームエミュレータである。
対応プラットフォームはWindows、macOS、Linux。
本項では、Nestopiaから派生して開発され、現在も開発されている事実上の後継版、Nestopia Undead Edition (ネストピア アンデッドエディション)についても詳述する。略称は、Nestopia UE (ネストピアユーイー)である。
なお、これらのソフトウェアは任天堂によって公認されたものではない。

## 概要
ファミコンのハードウェアをできるだけ正確に再現するように設計されている。そのためだけあり、一番完成度が高く、再現性が高いとも称される。オリジナルのNestopiaの開発は2008年に終了したが、オープンソースであったために派生版が開発され、今もNestopia UEは開発が進んでいる。

## 特徴
オリジナルのNestopiaでは、色、サウンド、グラフィックのカスタマイズが可能であるほか、パワーグローブ対応などの特別な機能が含まれる。また、Kailleraを利用したオンライン対戦も出来る。一方で、他のエミュレータと比べて処理が少し重く、他にもライバルのFCEUXよりも機能が少ないとの評もあった。基本的にBIOSファイルを用意せずとも動作するが、ディスクシステムソフトの実行時のみ、必要である。

### Nestopia UE
Nestopia UE（ネストピアユーイー）は、オープンソースで開発されている、ファミリーコンピュータ、ファミリーコンピュータ ディスクシステムのゲームエミュレータである。オリジナルのNestopiaのソースコードを利用したフォークであり、Linux、BSD、およびWindowsで、Nestopiaの機能的なGUIを構築することを目的として、開発が続けられている。また、非公式ながら、Mac版が存在する。

## 歴史
Nestopiaはもともと、Martin FreijによってWindows向けに開発された。Richard BannisterとR. Belmontによって、後にMac OS XとLinuxにも移植された。
Nestopiaの開発終了後にも派生版のリリースは存在したが、その後、2013年にNestopia UEが登場。現在もアップデートが行われている。